# Olochin Küregen
Pour les articles homonymes, voir Küregen.
 (avril 2024).
La mise en forme du texte ne suit pas les recommandations de Wikipédia : il faut le « wikifier ».
Les points d'amélioration suivants sont les cas les plus fréquents. Le détail des points à revoir est peut-être précisé sur la page de discussion.
- Les titres sont pré-formatés par le logiciel. Ils ne sont ni en capitales, ni en gras.
- Le texte ne doit pas être écrit en capitales (les noms de famille non plus), ni en gras, ni en italique, ni en « petit »…
- Le gras n'est utilisé que pour surligner le titre de l'article dans l'introduction, une seule fois.
- L'italique est rarement utilisé : mots en langue étrangère, titres d'œuvres, noms de bateaux, etc.
- Les citations ne sont pas en italique mais en corps de texte normal. Elles sont entourées par des guillemets français : « et ».
- Les listes à puces sont à éviter, des paragraphes rédigés étant largement préférés. Les tableaux sont à réserver à la présentation de données structurées (résultats, etc.).
- Les appels de note de bas de page (petits chiffres en exposant, introduits par l'outil «  Source ») sont à placer entre la fin de phrase et le point final[comme ça].
- Les liens internes (vers d'autres articles de Wikipédia) sont à choisir avec parcimonie. Créez des liens vers des articles approfondissant le sujet. Les termes génériques sans rapport avec le sujet sont à éviter, ainsi que les répétitions de liens vers un même terme.
- Les liens externes sont à placer uniquement dans une section « Liens externes », à la fin de l'article. Ces liens sont à choisir avec parcimonie suivant les règles définies. Si un lien sert de source à l'article, son insertion dans le texte est à faire par les notes de bas de page.
- La présentation des références doit suivre les conventions bibliographiques. Il est recommandé d'utiliser les modèles {{Ouvrage}}, {{Chapitre}}, {{Article}}, {{Lien web}} et/ou {{Bibliographie}}. Le mode d'édition visuel peut mettre en forme automatiquement les références.
- Insérer une infobox (cadre d'informations à droite) n'est pas obligatoire pour parachever la mise en page.

Pour une aide détaillée, merci de consulter Aide:Wikification.
Si vous pensez que ces points ont été résolus, vous pouvez retirer ce bandeau et améliorer la mise en forme d'un autre article.
Olochin Küregen (mongol : Oločin Küregen  (années de naissance et de décès inconnues) était un commandant d'un Tumen de la province de Kongirat qui servit l'empire mongol au début du XIIIe siècle. Dans les documents historiques chinois tels que le Yuanshi, il s'écrit wòluóchén.

## Biographie
Orochin était le fils de Nachin Kuregen, le beau-frère de Kubilai, et ses frères et sœurs comprenaient Temur, Jirwadai, Manjitai et Nambui. Il était l'aîné des fils de Nachin et aurait participé à la bataille de Simurtu Nor en 1261. À la mort de son père, Nachin Kuregen, son frère aîné, Orochin, le poste de Tumen (commandant de tous les hommes) et épousa sa belle-mère Oljei. Cependant, Orzei est décédé plusieurs années après le mariage, il a donc épousé Nangyazin  la fille de Kubilai. Le mariage entre Orochin et Nangyajin semble avoir eu lieu au plus tard avant 1269 .
Au cours de l'hiver 1276, les rois Toluides tels que Sirigi et Tok Temur, mécontents du gouvernement de Kublai depuis un certain temps, déclenchèrent une révolte à Al-Malik, promurent Sirigi au rang de Khagan et levèrent un drapeau de révolte contre Kubilai. ( Rébellion Shirigi ). L'armée rebelle a avancé à l'est d'Al-Malik et a tenté de s'emparer du plateau mongol, mais Jirwadai a levé une armée en réponse . Selon le « Monument du clan Zhang », Jirwadai a fait prisonnier Orochin et s'est dirigé vers le nord pour encercler Yingchang, la base de la région de Kongirato, mais bientôt Orochin a été tué par Jirwadai . Cependant, grâce aux efforts du général Kipchak Totogaku, Jirwadai fut incapable de rencontrer Shirigi et d'autres forces rebelles et fut finalement subjugué par Borokan et d'autres. Après la répression de la révolte, le frère cadet d'Oochin, Temuru, succéda au poste de Tumen en 1280 à Kongirat, et épousa également Nangyazin, devenue veuve, dans un lévirat .
Orochin n'avait pas de fils, mais sa fille Cylindari était mariée à Temur Khan  Cependant, comme Temuru n'avait que 13 ans au moment de la rébellion de Shirigi au cours de laquelle Orochin mourut, Orochin n'était pas directement impliqué dans ce mariage, et le mariage fut conclu à la demande de Temur, qui cherchait un lien avec un puissant en Chine.

## Famille Congilat Dei Sechen
- Jour Séchen
  - Alci Küregen
    - Chìgŭ gŭlièjiān Čiγu Küregen جیکو كوركان/Jīkū kūrkān）
    - Ūkī fūjīn khātūn
    - Sainte Impératrice Chabui Qatun
    - Očin Küregen > wòchén
    - Način Küregen (Način Küregen)
      - Oločin Küregen > wòluóchén
        - Širindari qatun ( Shīliándālǐ)

      - J̌ilwadai > Tadashi Kawaradai/zhǐérwǎtái
      - Temür Küregen > tièmùér
        - Diwubala Küregen > diāoābùlà
          - Ariγiyaširi Küregen (ālǐjiāshìlì)
          - Budaširi qatun (bùdāshīlǐ)

        - Sengge bura Küregen >桑哥剌/sānggē bùlà

      - Manǰitai Küregen
      - Nambui qatun